# Muhammad bin Hasan al-Baghdadi
Pour les articles homonymes, voir Al-Baghdadi et Kitab al-Tabikh.
Muḥammad ibn al-Ḥasan ibn Muḥammad ibn al-Karīm al-Baghdadi ou généralement Al-Baghdadi, arabe : محمد بن حسن البغدادي, serait mort en 637 H.-1239, est le compilateur d'un livre de cuisine arabe de la fin de la période abbasside, le كتاب الطبيخ Kitab al-Ṭabīḫ Le livre des plats qui a une notoriété grâce à sa traduction en turc dès le XVIe siècle.

## L'auteur
Ibn al-Karīm al-Baghdadi est comme son nom l'indique de Bagdad où il aurait été scribe, comme il l'écrit dans l'introduction de son livre il rédige une compilation de recettes de l'apogée de la cuisine califale abbasside du VIIIe siècle au  Xe siècle. Il site les auteurs d'un passé idéalisé et déjà lointain: Ibrâhîm ibn al-Mahdî (779–839) et Ibn Sayyar al-Warraq (IXe siècle). De son temps les califes avaient perdu tout pouvoir au profit des Turcs Seldjoukides, le dernier calife abbasside sera exécuté par les Mongols en 1258.
Lilia Zaouali explique que l'auteur s'inscrit dans une tradition ininterrompue qui enrichit avec le temps des livres de cuisines anciens. Il participe a élever la réputation d'excellence de « l'âge d'or abbasside, son faste ostentatoire et l'extravagance des califes gastronomes » et souvent cuisiniers Al-Ma'mûn (786-833), Al-Wāṯiq (812-847), etc., cuisine qui marquera jusqu'à l'empire ottoman.

## LeKitab al-Ṭabīḫ

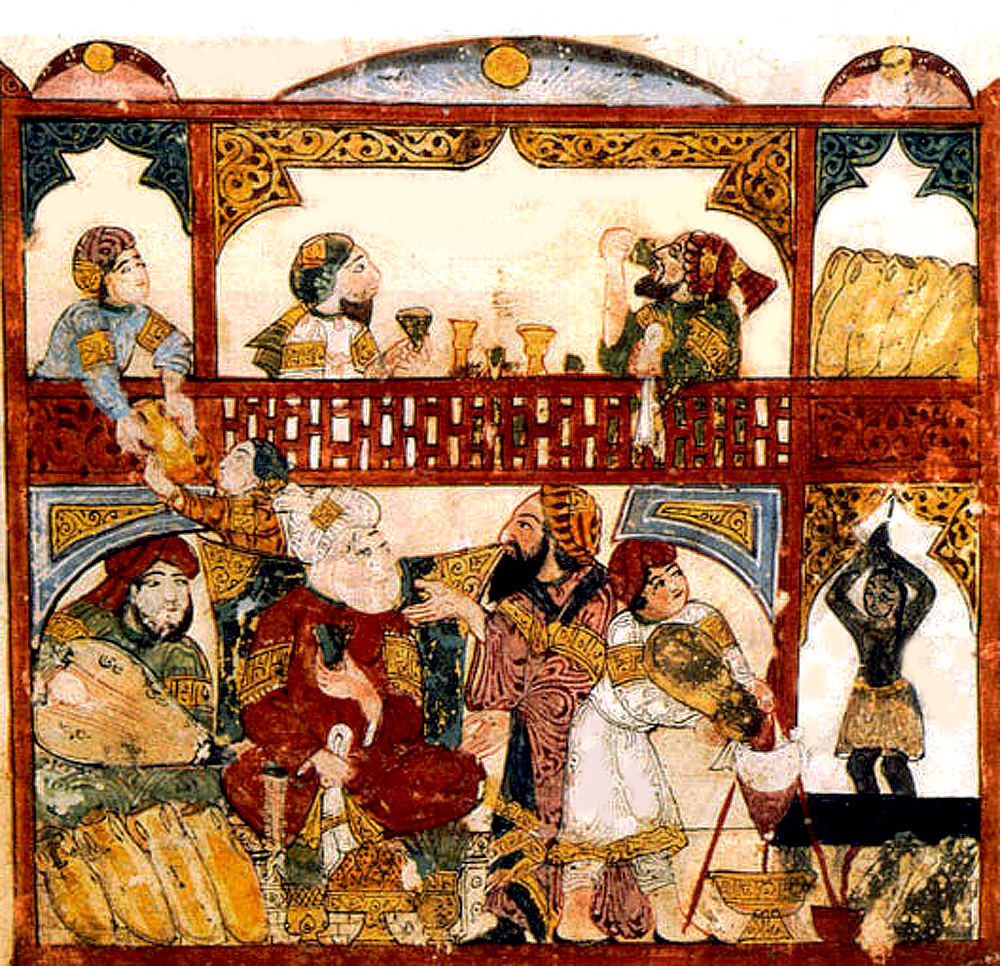
service du vin au calife abbasside (filtrage, préparation, dégustation)

Kitab al-Ṭabīḫ signifie livre de cuisine, l'ouvrage aurait été terminée de rédiger les derniers jours de Dhul-Hijjah 623H-1226,. Luigi Lombardo écrit qu'il fut le livre de recettes arabe le plus répandu en Occident.

### Les manuscrits
La bibliothèque Süleymaniye d'Istanbul conserve sous le cote MS Ayasofya 3710 un manuscrit réputé original (probablement incomplet) qui provient de la bibliothèque de Sainte-Sophie. Une copie MS Oriental 5099 est conservée à la British Library. Mehmed ibn Mahmoud al-Shirwani (de Chirvân), médecin de Murad II, donne la première traduction en turc et ajoute à la fin du texte 82 recettes turco-seldjoukide d'Asie centrale du XVe siècle (date inconnue) et le rebaptise Kitâbü'l-Vasfi'l-Et'ime el-Mu´tâde. Trois exemplaires manuscrits se trouvent en Turquie dont deux à la bibliothèque du palais de Topkapı. Cette édition constitue le premier livre de cuisine en turc ce qui assure au livre d'al-Karīm al-Baghdadi une notoriété dont ne bénéficiera pas Ibn Sayyar al-Warraq pourtant plus complet. Non seulement il a longtemps été le seul livre de recette en turc, mais aussi le seul livre de recettes arabes en anglais (traduction en 1939) sous une forme plus romanesque que scientifique. Une traduction a été publiée en turc moderne en 2005, une traduction (co-édité par Charles Perry) a été rééditiée en 2009. Il est également traduit en italien en 2004.

### Le livre

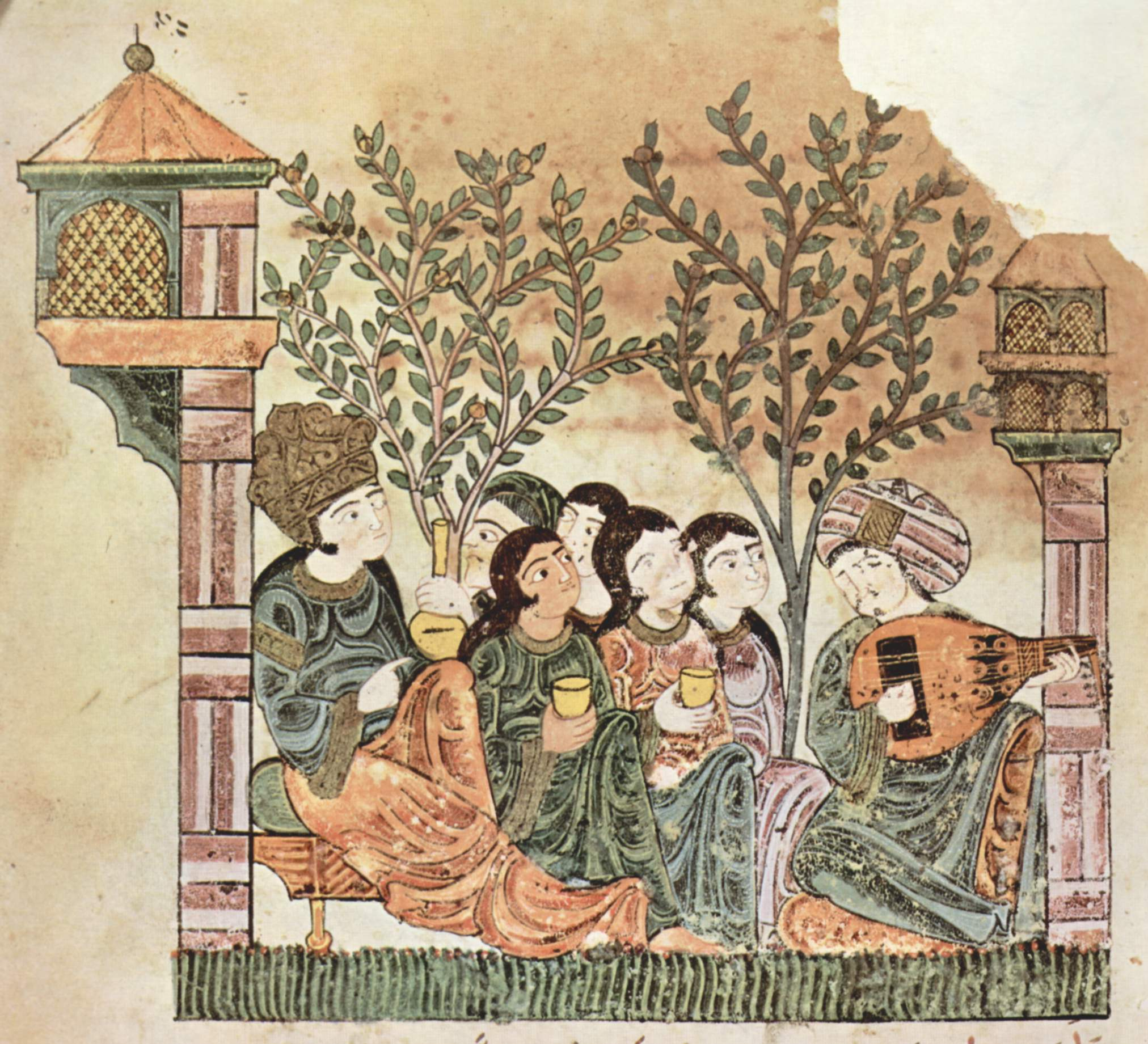
collation dans un jardin (XIIIe siècle)

Il compte 60 (159 selon les sources) recettes divisées en 10 chapitres : I. havâmiz (aliment acide), II. sevâzic (repas simples), III. kalâyâ et nevâsif (friture et plats sans sauce), IV. herâ'is (plats de grains émiettés avec de la viande hachée) et tennûriyyat (plats de viande, de grains pilés), V. mutaccenat (cocotes), bavarid  (plats froids), maklûbe (plats aux œufs) et senbûsec, VI. plats de poisson frais et salés, VII. muhallelat  (cornichons), si'bâg (apéritifs) et mutayyibât (assaisonnements), VIII. cevâzib, desserts aux fruits et légumes servis avec la viande cuite), ahbisa (desserts épaissis avec de la farine ou de la chapelure), IX. halva, X. additif, hushkenânec (gâteaux).

## Une cuisine sous forte influences orientales
La cuisine califale abbasside évoque l'antique cuisine romaine avec ses sucré-salé, mais aussi la mode iranienne du temps des abbassides et les influences arabes iranisées. Lilia Zaouali fonde son jugement sur les recettes du livre, les sikbâj persan (ragoût de viande, de vinaigre et d'aromates) suivies des ibrâhîmiyya (d'après Ibrâhîm ibn al-Mahdî, réputé pour l'excellence de la cuisine califale), puis le djundjâniyya (de Djundjân en Iran), la sughdîyya (Ouzbékistan), les rishte (vermicel perse) côtoient quelques recette arabes sans mention de la tharîda (soupe arabe de bouillon de viande mijotée liée de pain émietté). Elle distingue cette cuisine de la gastronomie du monde islamisé occidental (Al Andalus) ouverte aux influences magrébines.

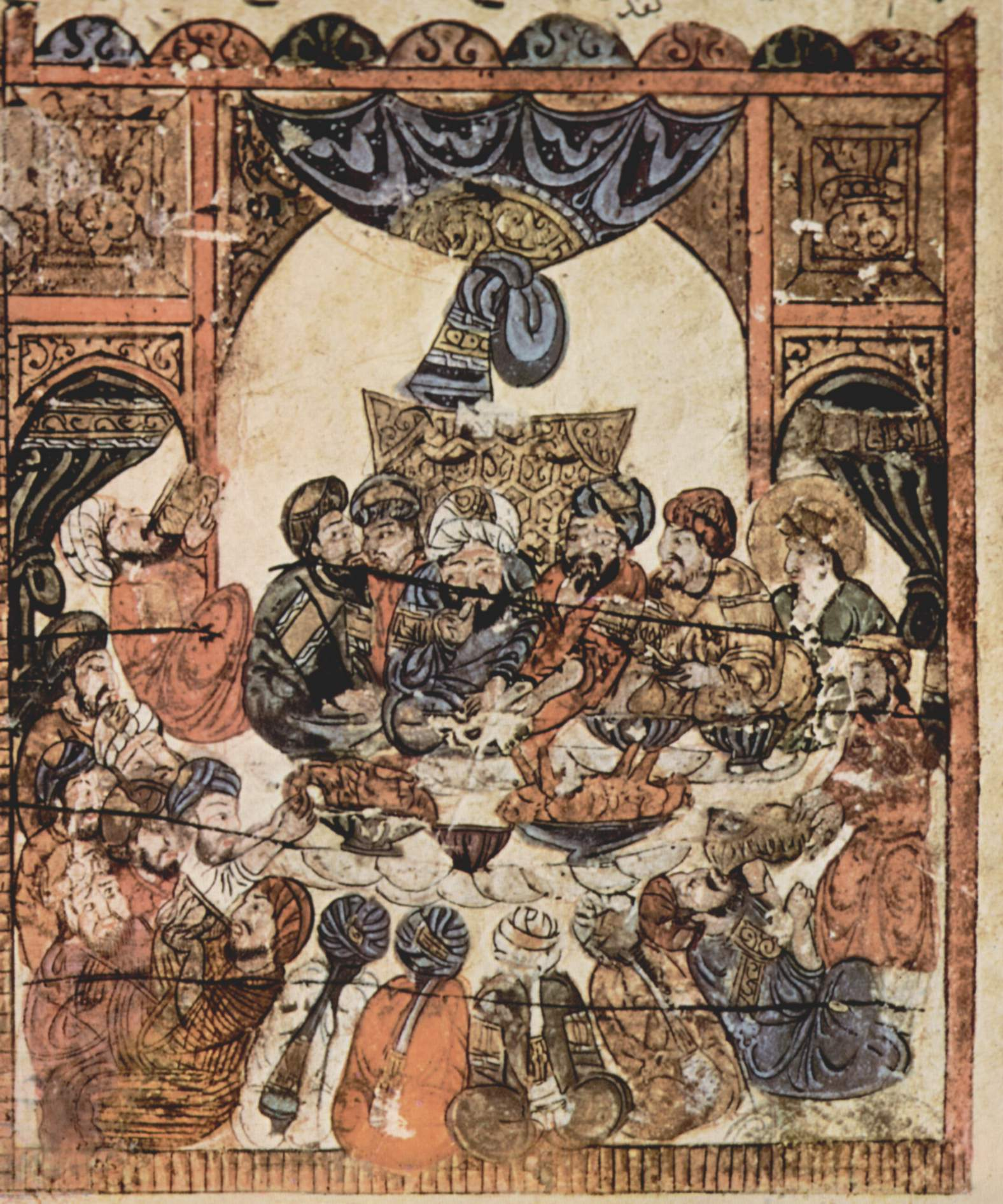
Le banquet des noces (30e Maqâmât) vers 1230 (St. Petersburg)

### Exemples de recettes de viande
- Isfanakhiya (d'Ispahan)[12]. « Coupez de la viande grasse en morceaux moyens. Faire frire dans l'huile de queue de mouton fraiche, remuez jusqu'à ce qu'elle soit dorée; mouiller complètement d'eau chaude, faire bouillir, écumer. Ajoutez une poignée de pois chiches trempés et épluchés, des épinards frais, lavés, coupés et pilés au mortier. En fin de cuisson aromatiser de coriandre sèche, cumin, poivre concassé, mastic, écorce de cannelle et d'un peu d'ail coupé fin. Refaire le niveau d'eau et la maintenir tiède. Pendant ce temps, hacher finement de la viande rouge, faites-les frire dans l'huile avec les épices habituelles. Servez l'isfanakhiya à la louche, parsemée de cette viande frite ».
- Hummâdîya (de hummâd, utrujj le cédrat)[13]. « Couper la viande grasse en morceaux moyens, et faire bouillir, avec un nouet contenant de la coriandre sèche, gingembre, poivre et clous de girofle et de la cannelle. Hachez la viande rouge avec les épices, et faites des boules, les mettre dans le bouillon. Prenez la pulpe de gros cédrats épépinés, un quart de jus de raisin et versez-la dans la casserole sur la viande. Laisser bouillir pendant une heure. Ajouter des amandes douces, pelées, hachées. Sucrer. Laisser reposer la casserole sur le feu. Arrosez d'eau de rose. »
- Il existe une autre recette de boulette de viande (de mouton) frite ou Nāranjīya qui ont donné l'arancina sicilienne et les kibbehs libanaises, ces boulettes sont trempées à plusieurs reprises dans l'œuf battu jusqu'à ce qu'elles aient la texture et la couleur des oranges. Luigi Lombardo y voit une connotation de la cuisine orientale en trompe l'œil, on peut y voir aussi des réminiscences de cuisine romaine[5].

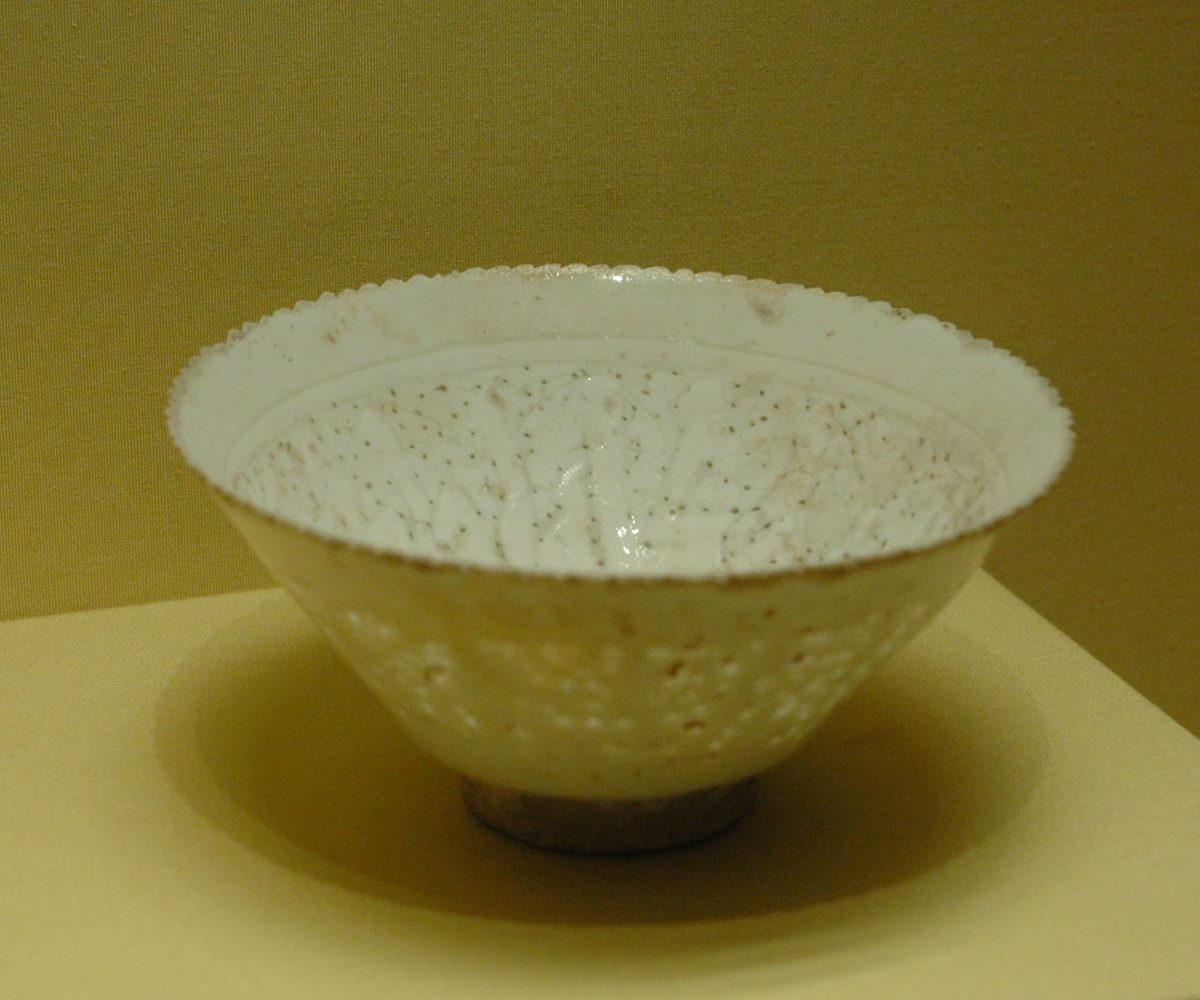
coupe seldjoukides contemporaine d'al-Karīm al-Baghdadi (Louvre)

### Condiment fermenté, aigre-salé, leKamākh Rijal
Nawal Nasrallah énumère une grande variété de Kamākh (cuisine de l'Asie centrale) diversement épicés ou parfumés, dont à l'eau de rose. « Mélanger du lait frais caillé avec du sel et de le verser dans des calebasse ouvertes, nettoyées et séchées. Les poser sur le toit, en juin au premières chaleurs. Secouer matin et soir et compléter l'évaporation avec du lait frais. En août, ajouter des herbes et des épices feuilles de menthe, nigelle, ail ou eau de rose. En octobre, le Kamakh Rijal est prêt. Déguster sur du pain. »,

## Postérité
Mohamed Ouerfelli (2008) donne la descendance connue du livre d'Al-Baghdadi. Elle se compose de 3 versions du XIVe siècle aux mêmes titres: Kitâb Wasf al-At'ima al-Mu'tâda, Description des aliments ordinaires, qui remanient l'original et ajoutent de nouvelles recettes. Le manuscrit anonyme du Topkapi Saray Humayuni donne 225 recettes, les deux manuscrits du Caire (Dar al-Kutub al-Qawmiyya, Taimur Sina'a 11, un colophon du Caire est daté 1276) donnent 420 recettes. Ces ouvrages égyptiens constituent un ensemble composite de cuisines qui comprend le Kanz al-fawāʾid.
Charles Perry a tenté d'y retrouver les recettes originales dans son الطبيخ العربي في العصور الوسطى (al tabekh alearabiu fi aleusur alwustaa) La cuisine arabe médiévale (2006). M. Ouerfelli note que sur les 159 recettes de base, 119 emploient du sucre comme édulcorant ou décoration.

### Editions duKitab al-Ṭabīḫ
- Muḥammad Ibn-al-Ḥasan Ibn-al-Karīm al-Baġdādī rédacteur Dāʼūd Ǧalabī al-Mauṣilī, Kitāb aṭ-Ṭabīḫ, Mossoul, ed. Al-Mūṣil Maṭbasat Umm al-Rabī'ayn, 1934. 88 p.[19],[20]. Reed. en lague arabe Qassem Al-Samarrai, كتاب الطبيخ, Londres, Dar Al-Warraq pub., 2014. 159 p., Bagdad, Difaf Printing and Publishing House, 2016[21],[22]
- Muḥammad Ibn-al-Ḥasan Ibn-al-Karīm al-Baġdādī traduction anglaise Arthur John Arberry, A Baghdad Cookery-Book, Hyderabad, Islamic Culture vol. III, No 1-4, p. 19-47, et 189-214, 13,1939. Reed. Prospect Books, Medieval Arab Cookery, 2001. Réed. pdf juin 2021[6].
- Muḥammad ibn al-Ḥasan Kātib al-Baghdādī rédacteur Fakhrī Bārūdī édition en arabe, Kitāb al-Ṭabīkh, Beyrouth, Dār al-Kitāb al-Jadīd, 1964. 112 p.[23]
- Muḥammad ibn al-Ḥasan Kātib al-Baghdādī, traduction italienne Mario Casari, Il cuoco di Bagdad. Un antichissimo ricettario arabo, Milan, Guido Tommasi Editore, 2004[24],[25].
- Muḥammad ibn al-Ḥasan Kātib al-Baghdādī traduction Charles Perry, A Baghdad cookery book : the book of dishes (Kitāb al-ṭabīkh), Totnes, Prospect, Petits Propos Culinaires no 79, 2005, nouvelle traduction anglaise (ISBN 1-903018-42-0). 127 p.[26].
- Muhammed b.-El Kerim, traduction turque Nazlı Pişkin, assistance de Charles Perry, Kitâbü't-Tabih Abbasi Bağdatından Yemekler, Tatlılar, Çeşniler, Giriş ve Notlar, Istanbul: KitapYayınevi, 2009. (ISBN 978-605-105-037-9). 176 p.[8]

### Monographies
- Nawal Nasrallah, Annals of the Caliphs' Kitchens, Ibn Sayyār al-Warrāq's Tenth-Century Baghdadi Cookbook, Series Islamic History and Civilization, Volume: 70. 2007[27].
- Mohamed Ouerfelli, Le sucre: production, commercialisation et usages dans la Méditerranée médiévale, Leiden, Boston, Brill. 2008. 824 p.[28]

## Voir également

### Auteurs et livres de cuisine du Moyen Âge arabe
Les sources citent une quarantaine de livre de cuisine arabe médiévale. Seuls nous sont parvenus (entre parenthèse le n° d'ordre chez Daniel L. Newman (2020) suivi du nombre de recettes) :
- IXe siècle, Bagdad, Kitab al-Tabikh de Ibrahim ibn al-Mahdî
- Xe siècle, Bagdad, Kitab al-Tabikh de Ibn Sayyar al-Warraq (1 - 615),
- XIIIe siècle, Bagdad, Kitab al-Tabikh de Muhammad bin Hasan al-Baghdadi (2 - 161),
- XIIIe siècle, Le Caire, Kitab al Waslat, traditionnellement attribué à Ibn al-Adim (3- 635),
- XIIIe siècle, Al-Andalus, Kitab al-Tabikh Anonyme Andalou, livre et auteur (4 - 528 chez J-M Laurent)
- XIIIe siècle, Al-Andalus, Fudalat al-Khiwan de Ibn Razin al-Tuyibi (5 - 468)
- XIVe siècle, Le Caire, Kanz al-fawāʾid, auteur inconnu (6 - 780)
- XVe siècle, Damas, Kitâb al-tibâkha, attribué à Ibn al-Mabrad ou Mubarrad (9 - 44)
- XVe siècle, Le Caire, Kitāb Zahr al-ḥadīqa fī l-aṭʿima al-anīqa, Ibn Mubārak Shāh (10 - 330)